# 北山町 (豊橋市)
北山町（きたやまちょう）は、愛知県豊橋市の地名。

## 地理
豊橋市南部に位置する。東は牧野町、西は町畑町、南は弥生町、北は小松町・山田二番町に接する。

### 字一覧
- 西ノ原（にしのはら）[WEB 5]
- 東浦（ひがしうら）[WEB 5]

## 歴史

### 人口の変遷
国勢調査による人口および世帯数の推移。
| 1995年（平成7年）  | 1143世帯 3290人 |  |
| 2000年（平成12年） | 1208世帯 3344人 |  |
| 2005年（平成17年） | 1244世帯 3370人 |  |
| 2010年（平成22年） | 1260世帯 3333人 |  |
| 2015年（平成27年） | 1198世帯 3122人 |  |

### 沿革
- 1932年（昭和7年） - 渥美郡高師村大字高師の一部により、豊橋市北山町が成立[2]。
- 1957年（昭和32年） - 一部が弥生町に編入される[2]。
- 1965年（昭和40年） - 小松町・山田町・牧野町との間で境界変更[2]。

## 交通
- 愛知県道平井牟呂大岩線[1]
- 愛知県道小松原小池線[1]

## 施設
- 豊橋市水道局南栄給水所[1]
- 豊橋市南部地区市民館[1]
- 豊橋市栄校区市民館[1]
- 豊橋市営栄生住宅[1]
- 合同宿舎高師住宅[1]
- 北山神社[1]

### WEB
1. ↑  “愛知県豊橋市の町丁・字一覧”.   人口統計ラボ. 2023年4月13日閲覧。
2. ↑  総務省統計局 (2017年1月27日). “平成27年国勢調査の調査結果(e-Stat) - 男女別人口及び世帯数 －町丁・字等” (CSV). 2021年7月21日閲覧。
3. ↑  “愛知県豊橋市の郵便番号一覧”.   日本郵便. 2023年4月13日閲覧。
4. ↑  “市外局番の一覧” (PDF).   総務省 (2022年3月1日). 2022年3月22日閲覧。
5. 1 2  “愛知県豊橋市 住所一覧から地図を検索”.   ONE COMPATH. 2023年8月17日閲覧。
6. ↑  総務省統計局 (2014年3月28日). “平成7年国勢調査の調査結果(e-Stat) - 男女別人口及び世帯数 －町丁・字等” (CSV). 2021年7月20日閲覧。
7. ↑  総務省統計局 (2014年5月30日). “平成12年国勢調査の調査結果(e-Stat) - 男女別人口及び世帯数 －町丁・字等” (CSV). 2021年7月20日閲覧。
8. ↑  総務省統計局 (2014年6月27日). “平成17年国勢調査の調査結果(e-Stat) - 男女別人口及び世帯数 －町丁・字等” (CSV). 2021年7月21日閲覧。
9. ↑  総務省統計局 (2012年1月20日). “平成22年国勢調査の調査結果(e-Stat) - 男女別人口及び世帯数 －町丁・字等” (CSV). 2021年7月21日閲覧。
10. ↑  総務省統計局 (2017年1月27日). “平成27年国勢調査の調査結果(e-Stat) - 男女別人口及び世帯数 －町丁・字等” (CSV). 2021年7月21日閲覧。

### 書籍
1. 1 2 3 4 5 6 7 8 9 10  「角川日本地名大辞典」編纂委員会 1989, p. 1786.
2. 1 2 3  「角川日本地名大辞典」編纂委員会 1989, p. 482.